# Südoststeiermark
Südoststeiermark är ett distrikt i förbundslandet Steiermark i Österrike. Distriktet bildades den 1 januari 2013 genom en sammanslagning av distrikten Feldbach och Radkersburg.
Distriktet består av 25 kommuner, varav fyra stadskommuner och 13 köpingskommuner:

Kommunerna i distriktet Südoststeiermark.

Stadskommuner (Stadtgemeinden):
- Bad Radkersburg
- Fehring
- Feldbach
- Mureck

Köpingskommuner (Marktgemeinden):

- Gnas
- Halbenrain
- Jagerberg
- Kirchbach-Zerlach
- Klöch
- Mettersdorf am Saßbach
- Paldau
- Riegersburg
- Sankt Anna am Aigen
- Sankt Peter am Ottersbach
- Sankt Stefan im Rosental
- Straden
- Tieschen

Kommuner (Gemeinden):

- Bad Gleichenberg
- Deutsch Goritz
- Edelsbach bei Feldbach
- Eichkögl
- Kapfenstein
- Kirchberg an der Raab
- Pirching am Traubenberg
- Unterlamm